# Олексіївка (Олександрійський район)
Олексі́ївка — село в Україні, у Світловодській міській громаді Олександрійського району Кіровоградської області. Населення становить 96 осіб.

## Географія
У селі бере початок річка Сухий Омельничок.

## Населення
Згідно з переписом УРСР 1989 року чисельність наявного населення села становила 122 особи, з яких 41 чоловік та 81 жінка.
За переписом населення України 2001 року в селі мешкало 98 осіб.

### Мова
Розподіл населення за рідною мовою за даними перепису 2001 року:
| Мова       | Відсоток |
| ---------- | -------- |
| українська | 88,54 %  |
| вірменська | 7,29 %   |
| російська  | 4,17 %   |